# Bornmuellera angustifolia
Bornmuellera angustifolia là một loài thực vật có hoa trong họ Cải. Loài này được (Hausskn. ex Bornm.) Cullen & T.R.Dudley mô tả khoa học đầu tiên năm 1965.